# Dr.ハインリッヒ
Dr.ハインリッヒ（ドクターハインリッヒ）は、吉本興業（大阪本社）所属のお笑いコンビ。2004年5月結成。NSC大阪校27期生。京都府出身で、一卵性双生児の姉妹同士からなるコンビ。主によしもと漫才劇場、森ノ宮よしもと漫才劇場へ出演中。

## メンバー
幸（みゆき、1981年2月5日 - ）（44歳）
ボケ・ネタ作り担当、立ち位置は向かって左。
身長145 cm、体重34 kg。血液型A型。
本名は、山内 幸（やまうち みゆき）。黒髪のショートカットで双子の妹。
大谷大学卒業。趣味は美術鑑賞、｢ルネサンス絵画あるある」を持つ。好きな食べ物はグラタン。特技は「指で輪っかを作ること」

彩（あや、1981年2月4日 - ）（44歳）
ツッコミ担当、立ち位置は向かって右。
身長147 cm、体重36 kg。血液型A型。
本名は、山内 彩（やまうち あや）。茶髪のロングヘアで双子の姉。
音楽大学卒業、特技はホルン。好きな食べ物はバッテラ。サンリオのこぎみゅんというキャラクターが好き。

## 来歴
- コンビ名は音の響きから付けられた。結成当時、双子や苗字、性別などを押し出さない名前はないか考えていたとき、地下鉄の階段を上っているときに降りてきたフレーズである[4]。「Dr.」はチバユウスケが尊敬するイギリスのロックバンド・ドクター・フィールグッドから取った[5]。
- 同期のmossan（藤本聖、元ジュリエッタ）によると「双子なのに双子を全く活かさない尖りまくった漫才師がいる」とNSCで噂が広まっていた[6]。
- 子どもの頃からお笑い芸人を志していたが、高校を出たばかりの視野が狭いままの状態でNSCへ行くとナメられるだろうという意識があり、大学卒業後1年をおいて23歳でNSCに入学した[2]。最初は双子でコンビを組むのは嫌で、他の相方を見つけることも想定してNSCへ入ったものの、合う相手が他にいないと気付き、姉妹コンビとなった。
- 衣装は揃いの黒いパンツスーツ、一人称は二人とも「わたくし」という。
- 姉妹共に喫煙者である。

## 略歴
- 一卵性双生児の姉妹で誕生日が違うのは日付を跨いで生まれたため。体格はわずかに異なる[1]が2人とも小柄。
- 京都市内にて生まれるが、小学3年生の頃に亀岡市の新興住宅地へ引っ越す。2人ともダウンタウンのファンで、彼らの番組においてたまに出演するリットン調査団も好きだったが、市内ではある程度通じていたリットン調査団の面白さが亀岡の転校先では理解してもらえなかったことに退屈さを覚えていた[7]。進学した中学校がスポーツに熱心な学校で、体力的に劣っていた2人はついていけず『ダウンタウンのごっつええ感じ』（フジテレビ）や『すんげー!Best10』（朝日放送テレビ）にメンタル面を救われたのが、芸人を志すきっかけとなった[7]。また、岡田あーみんの漫画ももう1つの笑いの原点であるという[2]。
- 2016年の第1回よしもとゴールデンアワーにて、松本人志（ダウンタウン）に「将来が期待できる」と絶賛され注目を集める[8]。また、笑福亭鶴瓶からは「待つのも才能」と評価を受けた[9]。
- ラストイヤーとなるM-1グランプリ2020では準々決勝進出に終わったが、M-1グランプリ公式のGYAO!およびYouTubeで配信された準々決勝のネタ動画は60万超の再生回数を記録して話題を呼んだ[10][11]。
- コンビ結成15周年となる2020年には初のアート展「㐧一回Dr.ハインリッヒのアートの館」を開催。ライブのフライヤーを手掛けたアーティスト兼デザイナー・ヘンミモリとコラボした作品等が展示された[12]。
- 2022年2月には初となるなんばグランド花月での単独ライブ「原液、形而上学」を開催。チケットは即完売[13]となり、漫才9本のシンプル構成で800人の満席の観客を沸かせた。

## 芸風
- 主にしゃべくり漫才。幸が非日常的な体験談や願望を話し、彩がそれに対して強くツッコまずノッてゆくという形式が多い。2人はこのスタイルを「ファンタジーエピソードトーク[14]」と呼ぶ。この形式は『オールザッツ漫才'96』（毎日放送）で優勝した頃のシャンプーハットを参考にしたものである[7]。途中で彩も近似した体験を語り始めたり、「チーマーの後輩I・II」のように交互に体験談を語ったりするWボケに近いネタもある。ネタはキラーフレーズを先に考えてから広げてゆき、幸の頭の中に浮かぶ映像を言葉に変換してゆくという作り方をしている[15]。
- 双子であることは自己紹介で軽く触れることがある程度で、ネタには一切反映させない。これは双子を絡めたネタが全く思いつかないからだという[9]。

## 出囃子
- 出囃子はTHE YELLOW MONKEY「サイキック No.9」。単独ライブでは漫才ごとに曲を変え、THEE MICHELLE GUN ELEPHANTやBLANKEY JET CITYの曲もよく使われる。「デッドマンズ・ギャラクシー・デイズ」「ジプシー・サンディー」「ヘッドライトのわくのとれかたがいかしてる車」など。
- トークライブ「ディアローク」では、客入れ時にはバッハ作曲の管弦楽組曲第2番ロ短調より第5曲「ポロネーズ」、オープニングはヘンデル作曲のオラトリオ「メサイア」よりハレルヤ、エンディングではパッヘルベル作曲のカノンが流れる。

## 賞レース成績

### M-1グランプリ
| 開催年（回）     | 結果         | エントリー No. | 会場                               | 日程     | 備考         |
| ---------------- | ------------ | -------------- | ---------------------------------- | -------- | ------------ |
| 2005年（第5回）  | 2回戦進出    | （不明）       | 【大阪】NGKスタジオ                | 11月3日  |              |
| 2006年（第6回）  | 3回戦進出    | 678            | 【大阪】ABCホール                  | 11月19日 |              |
| 2007年（第7回）  | 3回戦進出    | 1568           | 【大阪】ABCホール                  | 11月18日 |              |
| 2008年（第8回）  | 3回戦進出    | 2506           | 【大阪】大阪厚生年金会館芸術ホール | 11月30日 |              |
| 2009年（第9回）  | 3回戦進出    | 4370           | 【大阪】京橋花月                   | 11月28日 |              |
| 2010年（第10回） | 2回戦進出    | 1408           | 【大阪】HEP HALL                   | 10月30日 |              |
| 2015年（第11回） | 3回戦進出    | 1526           | 【大阪】よしもと漫才劇場           | 10月27日 |              |
| 2016年（第12回） | 3回戦進出    | 180            | 【大阪】よしもと漫才劇場           | 10月18日 |              |
| 2017年（第13回） | 3回戦進出    | 3479           | 【京都】よしもと祇園花月           | 10月26日 |              |
| 2018年（第14回） | 準々決勝進出 | 3224           | 【大阪】なんばグランド花月         | 11月5日  |              |
| 2019年（第15回） | 準々決勝進出 | 3415           | 【大阪】なんばグランド花月         | 11月18日 |              |
| 2020年（第16回） | 準々決勝進出 | 2197           | 【大阪】なんばグランド花月         | 11月16日 | ラストイヤー |

### THE MANZAI
| 年度   | 結果                   |
| ------ | ---------------------- |
| 2011年 | 2回戦進出              |
| 2012年 | 認定漫才師（本戦出場） |
| 2013年 | 2回戦進出              |
| 2014年 | 2回戦進出              |

### THE SECOND 〜漫才トーナメント〜
| 開催年（回）    | 結果                          |
| --------------- | ----------------------------- |
| 2023年（第1回） | ノックアウトステージ32→16敗退 |
| 2024年（第2回） | 欠場                          |
| 2025年（第3回） | 選考会敗退                    |

### その他
- 女芸人No.1決定戦 THE W 2017 - 2回戦進出[28][注 1]

## 出演

### テレビ
- 八方・今田の朝まで生!楽屋ニュース（朝日放送、2004年12月28日[注 2]、2020年12月28日）
- ジャイケルマクソン正月スペシャル吉本国勢調査2008（毎日放送、2008年1月2日）
- 爆生レッドカーペット 真夏の最強ネタ祭り お笑い世代交代SP!!（フジテレビ、2012年7月28日）
- 日清食品 THE MANZAI2012 〜認定漫才師50組大集結SP〜（フジテレビ、2012年9月23日）
- ハマ3（フジテレビ、2013年4月24日）
- ギョクセキっ!（関西テレビ、2014年3月3日）
- 〜アナタの日常に“笑い”をお届け!〜 デリ芸（関西テレビ、2015年7月21日）
- ダウンタウンなう（フジテレビ、2016年6月3日）
- 前略、西東さん（中京テレビ、2016年6月25日・2017年11月4日）
- 桃色つるべ～お次の方どうぞ～（関西テレビ、2017年12月15日）
- 本能Z（CBCテレビ、2018年9月19日）
- 千原ジュニアの座王（関西テレビ、2019年7月20日）
- ネタパレ（フジテレビ、2021年2月12日）
- グランマンザイ（朝日放送、2021年3月18日）
- 賞金奪い合いネタバトル ソウドリ〜SOUDORI〜（TBSテレビ、2021年7月6日[29]）
- 千鳥のクセがスゴいネタGP（フジテレビ、2021年9月16日、2024年4月14日）
- マンゲキ大喜利団体戦’21京都（朝日放送テレビ、2021年11月5日）※幸のみ出演
- 踊る!さんま御殿!!（日本テレビ、2021年11月9日）
- 千原ジュニアの座王（関西テレビ、2021年12月10日）
- 野田レーザーの逆算（テレビ朝日、2022年1月28日・2月4日・2月11日）※幸のみ出演
- ぴったり にちようチャップリン（テレビ東京、2023年9月16日[30]）
- 千鳥のクセスゴ!2時間SP（フジテレビ、2024年4月14日[31]）

### CM
- ダスキン「モップ・お義姉さん」篇（2022年）※幸のみ出演

### ラジオ
- サンデーライブ ゴエでSHOW!（MBSラジオ、2017年12月10日・2018年9月2日・2019年7月21日・2020年2月9日）
- ヤングタウン日曜日（MBSラジオ、2018年8月12日）
- ZonE（TBSラジオ、2021年4月25日）※幸のみ出演[32]
- Dr.ハインリッヒのパロールの時間（Artistspoken[注 3]、2021年6月5日[33] - ） - 毎週土曜日更新
- Dr.ハインリッヒのGERA SPECIAL（お笑いラジオアプリGERA、2022年9月30日、10月1日[34]）
- Dr.ハインリッヒのGeneral Earth Radio（お笑いラジオアプリGERA、2022年12月5日[35] -2024年9月30日 ）

### Web番組
- スピードワゴンの月曜The NIGHT（AbemaTV、2019年10月7日）

## ライブ

### 単独ライブ
- 『生きとし生ける者へのララバイ』～君は、サンピエトロ大聖堂の鐘を鳴らした事があるのか! アルケー。水は万物の源～（2014年2月5日）- 5up卒業単独ライブ
- 『雲に伝えしポエジー』～お前、名も知らぬ革命戦士の墓にハイネケンをかけに行こうか。シェパード。犬はドイツ人の友達〜（2014年6月11日、道頓堀ZAZA HOUSE）
- 『大陸にはさんだエッセイ』～あなた方の内の、内なるマイネイムイズビクトリーに、月桂冠差し上げます。〜（2014年10月28日、道頓堀ZAZA HOUSE）
- 『エネルギー人間の人』〜仏さん、お手々に蓮の花持ったはる。うさぎ。耳がヘリコプターのうさぎ〜（2015年8月19日、道頓堀ZAZA HOUSE）
- Dr.ハインリッヒの頭蓋骨革命〜大宇宙ダイナミック新時代に轟きたまえ! 風とザリガニのファンファーレ〜（2016年5月27日、道頓堀ZAZA HOUSE）
- 荒唐無稽（2017年5月12日、よしもと漫才劇場）
- 吟遊詩人専門学校第一位（2018年8月17日、よしもと漫才劇場）
- パロール（2019年6月2日、ヨシモト∞ドーム1）
- 波動告知（2019年8月25日、よしもと漫才劇場）
- Dr.ハインリッヒの漫才の館（2020年7月12日、よしもと漫才劇場）
- Dr.ハインリッヒの漫才の館 in 東京（2021年3月28日、ヨシモト∞ホール）
- 原液、形而上学（2022年2月4日・なんばグランド花月[36]、2022年10月7日・浅草公会堂[37][38]）
- 道を、歩いてたんですよ（2023年9月3日、なんばグランド花月）[39]
- 作品集Vol.1（2024年7月15日、IMM THEATER)[40]
- Mt.HEAVEN（2024年11月19日、なんばグランド花月)[41]

### トークライブ
- 『ディアロークハインリッヒ』（2017年1月20日、道頓堀ZAZA POCKET'S）
- 『ディアロークハインリッヒ2』（2017年6月16日、道頓堀ZAZA POCKET'S）
- 『ディアロークハインリッヒ3』（2017年11月15日、道頓堀ZAZA POCKET'S）
- 『ディアロークハインリッヒ4』（2018年2月7日、道頓堀ZAZA POCKET'S）
- 『ディアロークハインリッヒ5』（2018年5月15日、道頓堀ZAZA POCKET'S）
- 『ディアロークハインリッヒ6』（2019年2月16日、道頓堀ZAZA POCKET'S）
- 『ディアロークハインリッヒ7』（2019年4月15日、道頓堀ZAZA POCKET'S）
- 『ディアロークハインリッヒ8 in 東京』 （2019年6月2日、ヨシモト∞ドーム1）
- 『ディアロークハインリッヒ9』（2019年6月29日、道頓堀ZAZA POCKET'S）
- 『ディアロークハインリッヒ10』（2019年9月21日、道頓堀ZAZA POCKET'S）
- 『ディアロークハインリッヒ11』（2019年12月8日、道頓堀ZAZA POCKET'S）
- 『ディアロークハインリッヒ12』（2020年2月9日、道頓堀ZAZA POCKET'S）
- 『ディアロークハインリッヒ13』（2020年6月10日、よしもと漫才劇場）※オンライン配信のみ
- 『ディアロークハインリッヒ14』（2020年10月9日、よしもと漫才劇場）
- 『ディアロークハインリッヒ15』（2020年12月24日、よしもと漫才劇場）
- 『ディアロークハインリッヒ16』（2021年2月28日、よしもと漫才劇場）※オンライン配信のみ
- 『ディアロークハインリッヒ17 in 東京』（2021年4月4日、ヨシモト∞ドーム1）

### その他
- Dr.ハインリッヒの漫才と大喜利とトークの館（2020年3月22日、Dr.ハインリッヒチャンネル[42]）

## 用語解説
漫才やトークライブ中に発せられる用語。用いられ方は公式YouTubeチャンネルを参照。
- 波動：トークにおいて頻出する概念。波動を高めることで物事が良い方向へ導かれる。波動を上げる方法は茹でた野菜を食べる、バッハを聴く、「コッペパン」と口にするなど。波動の高い人物として川原克己（天竺鼠）が挙げられる。
- 信徒達：Dr.ハインリッヒの観客(旧称[43])。ペ・ヨンジュンの言うところの「家族[44]」、THEE MICHELLE GUN ELEPHANTの言うところのファミリー[注 4]。
- ポエジャン：「ポエティックだったじゃろん」の略。(Dr.ハインリッヒ漫才『羽衣を纏いて』より引用)
- よかったね犬：頭の中にいる犬。よかったことがあるとやって来て「よかったね」と言ってくれる。よかったことに優劣は無い。誰でも飼うことが可能。
- チャッピー：幸の頭の中にいる犬。モップのようで、台所の端っこにいて“うん”とずっと言っている。よかったね犬と共生している。
- うげきゅう：漫才中に咳込み、うげっとなって、きゅうとなること。舞台袖にはけて、お茶を飲む時間を含む。
- センスばばあ：70歳くらいになっても、若手から「センス言いに来てください」と大喜利ライブに誘われるベテランのこと。
- 柑橘婦人（夫人）：ミョウガの飼い主。ミョウガを2匹飼っている。2匹の名前は、「名前（色：パープルグリーン）」と「チェリーブロッサム（色：ピンク）」。
- よしぴー：構成作家の吉岡のこと。ライブの裏方やYouTube公式チャンネルの管理人を担当。ディアロークハインリッヒでは飲み物を注ぎにステージ上に姿を現す。